# レッドブル・RB17
レッドブル・RB17 (Red Bull RB17) は、F1チームであるレッドブル・レーシングの商業技術およびエンジニアリング部門であるレッドブル・アドバンスド・テクノロジーズが生産する、近日発売予定の限定生産トラック専用ハイブリッドスポーツカー。

## 概要
レッドブル・レーシングのチーフ・テクニカル・オフィサー、デザイナー、エアロダイナミシストだったエイドリアン・ニューウェイが設計し、チームエンジニアの協力を得て開発されたRB17は、レッドブル初の量産車となった。
RB17という名前は、レッドブル・レーシングのF1マシンの命名規則に由来しており、2021年に2020年のRB16がRB16Bとして再利用されたときにスキップされ、2022年にはRB18が続いた。2024年7月12日にグッドウッド・フェスティバル・オブ・スピードで、非稼働のフルスケールバージョンとして一般に公開された。生産は2025年に開始される予定で、50台限定で、1台あたり500万ポンドの費用がかかるという。
なおニューウェイは2025年3月にアストンマーティンF1に移籍したが、RB17については例外として移籍後も開発に関わる方針で、2025年後半以降に予定されているサーキットでのテスト走行などにも参加するとしている。

## 仕様
当初、レッドブルはF1にヒントを得たV8ツインターボエンジンを搭載する予定だったが、後にコスワースが開発した、レッドライン時に15,000rpmまで回転し、1,000 hp (750 kW; 1,000 PS)の出力が提案された4.5リッターV10エンジンに変更された。追加の200 hp (150 kW; 200 PS)のハイブリッドパワーは電気モーターから得られる。トランスミッションは自社開発の6速シーケンシャルユニットで、ギアはXトラックが製造する。RB17の重量は1,000 kg (2,200 lb)以下で、すべてカーボン複合材料で製造される。1993年シーズン終了後、F1では禁止されていたアクティブサスペンションが採用される予定である。